# Juillet 1915 (guerre mondiale)
Juin 1915 - Juillet 1915 - Août 1915
- 2 juillet : 
  - Bataille de l'île de Gotland : victoire anglo-russe.

- 4 juillet : 
  - Dans les Dardanelles, arrêt de l'offensive ottomane contre les positions alliées établies sur la presqu’île de Gallipoli.

- 7 juillet : 
  - Première conférence interalliée à Chantilly : Mise en place d'une planification stratégique entre alliés.
  - Fin de la première bataille de l'Isonzo.

- 12 juillet : 
  - Capitulation des unités allemandes déployées dans le Sud-Ouest africain face aux unités sud-africaines.

- 13 juillet : 
  - Offensive allemande sur le Niémen et la Narew dans le but d’encercler les Russes stationnés dans la boucle de la Vistule

- 18 juillet :
  - Premières permissions de six jours accordées par roulement à tous les combattants français.
  - Échec italien dans la deuxième offensive sur l’Isonzo.

- 19 juillet : 
  - Première victoire aérienne de Georges Guynemer.

- 25 juillet : 
  - Annonce du chancelier du Reich, Theobald von Bethmann-Hollweg, rendant publique la création du gouvernement général de Varsovie, administration militaire allemande en Pologne occupée par l'Allemagne.

- 29 juillet : 
  - Bataille de Kara Killisse, victoire russe sur les Ottomans.